# Йокай

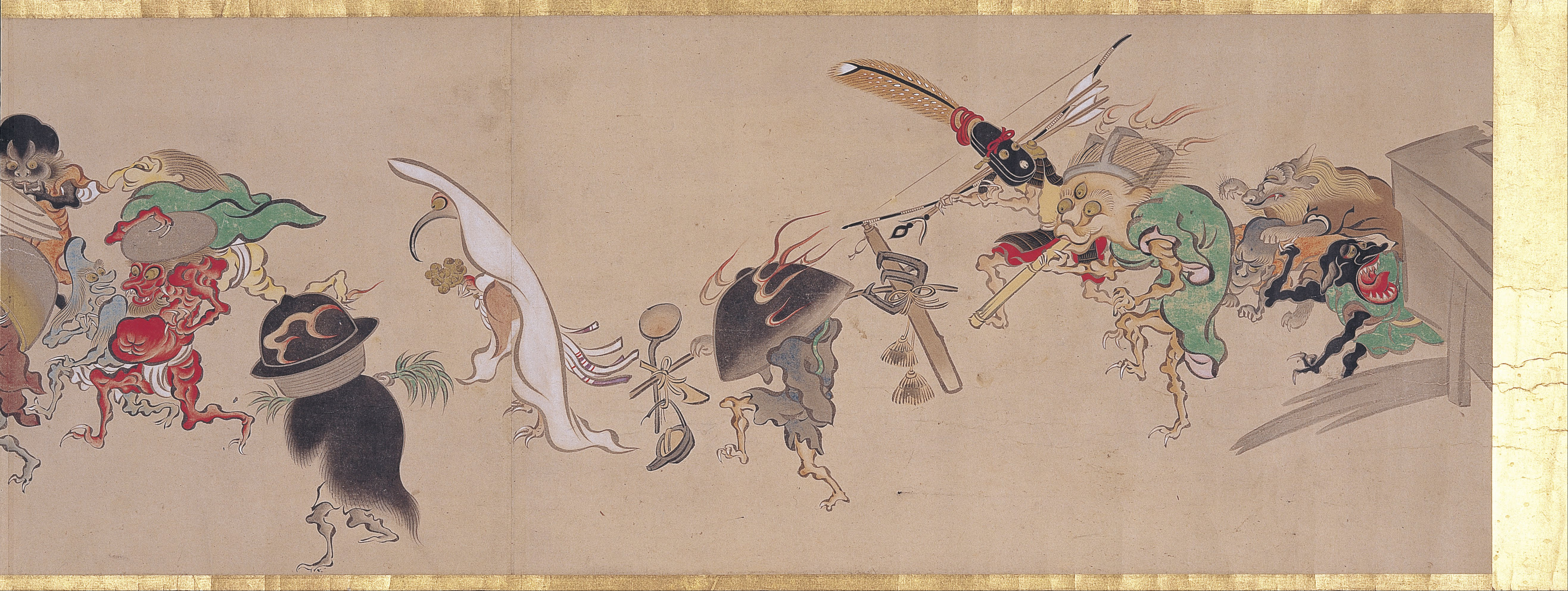
«Парад ста демонів» — малюнок XVIII—XIX ст.

Йока́й (яп. 妖怪 букв. те, що дивне, підозріле чи сумнівне) — клас надприродних істот в японському фольклорі. Японські фольклористи та історики також узагальнюють термін йокай як «надприродне або незрозуміле явище». Йокаї мають різноманітний вигляд, спроможності та поведінку. Серед них є як ворожі до людей, так і пустотливі чи доброзичливі.
В період Едо багато художників, таких як Торіяма Секіен, вигадали чимало йокаїв, натхненні фольклором або своїми особистими ідеями. В сучасності такі йокаї часто помилково сприймаються як істоти легендарного походження.
Починаючи з 1960-х, манґовий художник Сігеру Мідзукі популяризував багато типів йокаїв у своїх роботах. Колекція японських історій про привидів Герна Лафкадіо «Квайдан: Історії та Дослідження Дивних Речей», містить історії про юрей та йокаїв.

## Типи йокаїв

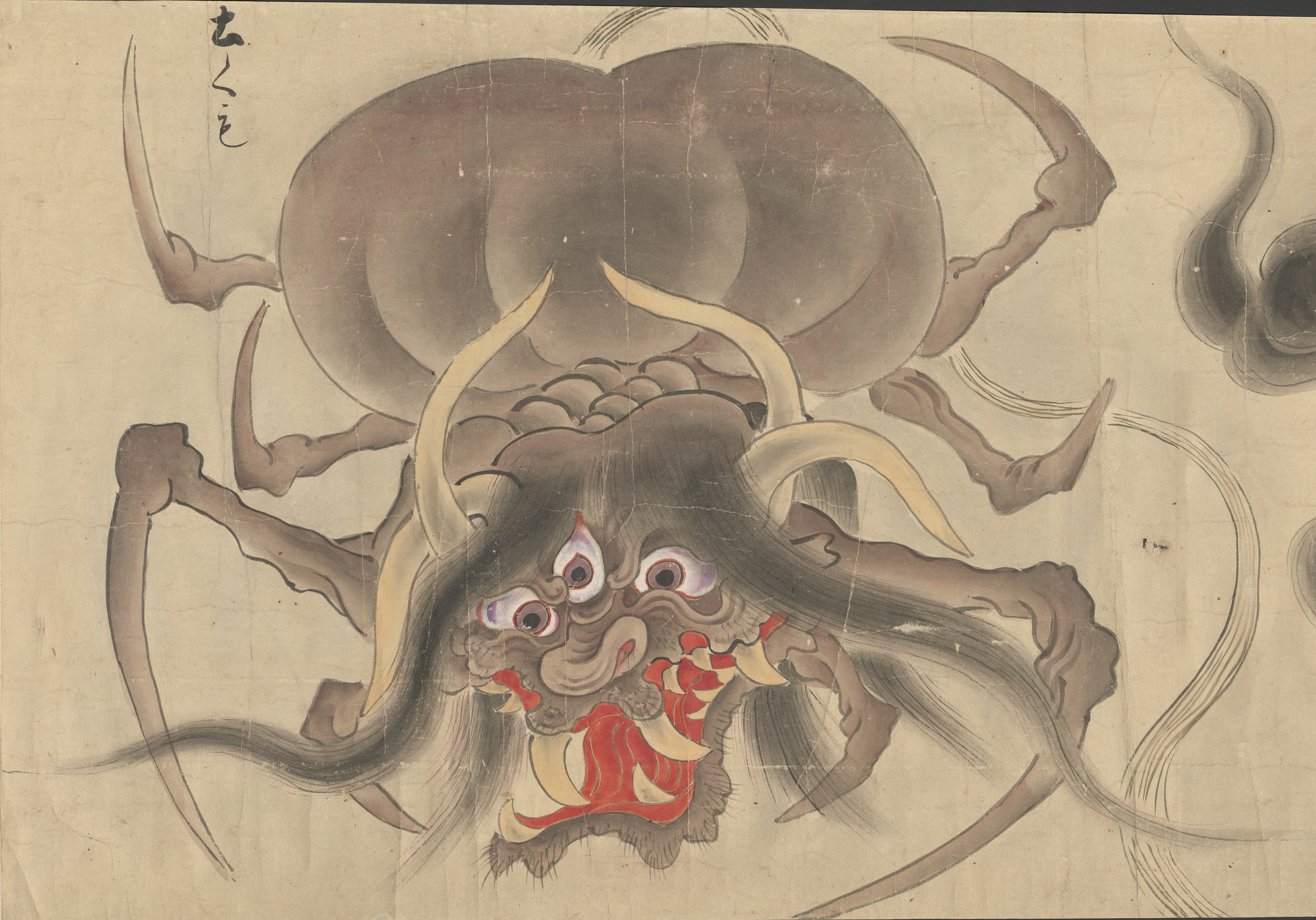
Цутігомо

### Містичні тварини
В японській міфології часто фігурують тварини, наділені магічними силами. Згідно з легендами, більшість з них володіє антропоморфними рисами та вміє перетворюватися на людей (такі перевертні називаються хенге (яп. 変化). В японських міфах та фольклорі до таких тварин належать зокрема танукі (єнот), кіцуне (лисиця), мудзіна (борсук), бакенеко та некомата (кішки), окамі (вовк), цутігумо (величезний павук), інуґамі (собака), тенґу (ворона), каппа (жаба-черепаха).

### Демони
З-поміж демонічних йокаїв вирізняються оні — демони-людожери. Зазвичай вони наділені величезними розмірами, але зустрічаються й згадки про маленьких оні. Ці істоти хитрі, вміють перетворюватися на людей і дуже полюбляють людське м'ясо.

### Цукумогамі

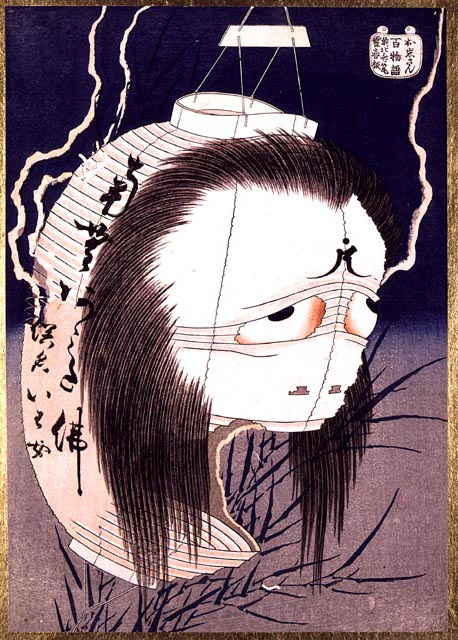
Дух оіва — йокай-ліхтар

Цукумогамі — це назва цілого класу істот, якими, за переказами, могли стати предмети побуту, яким понад сто років. Це наприклад бакедзоурі (сандаль), каракаса (стара парасолька), камеоса (фляга для саке), морідзі-но-Кама (чайник).

### Йокаї— колишні люди
Юрей (яп. 幽霊 ю: рей, букв. «неясний дух») — духи померлих людей, зазвичай нешкідливі привиди.
Мононоке (яп. モノノ怪) — люди, рідше тварини, які обернулися в йокаїв під дією негативних почуттів, таких як ненависть, злоба, заздрість, помста, ревнощі та інші. Мононоке фігурують в японській літературі як цілий клас істот великої сили, перевершити яких може лише Аякаші — хазяїн мононоке. Метою мононоке, зазвичай, є помста або шкідництво.

### Аякаші
Аякаші (яп. アヤカシ) — клас йокаїв без сталої форми: блукаючі вогні, різноманітні нерозпізнані чудовиська, невідомі явища.

## Інше
Багато покемонів засновані на йокаях.